# Seger Ellis
Seger P. Ellis (ur. 4 lipca 1904 w Houston, zm. 29 września 1995 tamże) – amerykański pianista jazzowy i wokalista. Kilkukrotnie wystąpił w filmach krótkometrażowych współpracując głównie z reżyserką Idą Lupino.
Kariera Ellisa zaczęła się na początku lat 20. XX wieku, kiedy grał na klawiszach koncerty na żywo dla lokalnej radiostacji w Houston (później znanej jako KRPC). W 1925 dołączył do orkiestry Lloyd Finlay na sesje nagraniową w plenerze dla studia Victor Records, gdzie pozwolono mu zagrać dwie solówki fortepianowe. Z powodów technicznych nie zostały one wydane, lecz dzięki nim Ellis został zaproszony do prawdziwego studia nagraniowego Victor w Camden w stanie New Jersey, by zagrać kilka solówek własnej kompozycji. To były pierwsze nagrania studia Victor, w których użyte zostały nowe elektryczne mikrofony i zestawy nagrywające. Technika nie była jeszcze dopracowana, co wyjaśnia, dlaczego ostatecznie zostały wydane tylko cztery utwory, z czego utwory ze strony B, „Prairie Blues” oraz „Sentimental Blues”, odniosły skromny sukces.
Po pierwszych nagraniach Ellis wrócił do Houston, gdzie nadal pracował w radio, a także grał lekkie utwory komediowe (wodewile) w teatrach. W tym okresie, głównie na prośbę pracodawców z radiostacji, zaczął dodawać do gry na pianinie partie wokalne. Jego łagodny głos spodobał się publiczności i w 1927 roku został zaproszony do Nowego Jorku w celu nagrania prób wokalnych. Jego pierwszym wydanym nagraniem był utwór Sunday z wytwórni Columbia. Następnie nagrał kilka innych piosenek dla Okeh Records, wspierany przez małe zespoły studyjne, które sam mógł wybrać. Dzięki temu udało mu się rozpocząć współpracę z wieloma wybitnymi muzykami jazzowymi tego okresu, m.in. takimi jak Tommy i Jimmy Dorsey, Joe Venuti, Eddie Lang, Andy Sanella, a także dwukrotnie zagrał z Louisem Armstrongiem. Nagrywając dla wytwórni Okeh, Ellis śpiewał altem, z czym nie czuł się zbyt swobodnie na początku kariery, gdyż uważał, że jego głos jest zbyt wysoki.
W roku 1931 Ellis wycofał się z życia artystycznego. Pod koniec lat 30. wrócił na estradę ze swoim Big-bandem pod nazwą Choirs of Brass Orchestra, w którym częściowo podkładał wokal. W zespole jako wokalistka występowała również jego żona, Irene Taylor. W późniejszej karierze Ellis bardziej skupił się na pisaniu piosenek, chociaż wciąż nagrywał oraz grał na fortepianie.
W 1939 Ellis zreorganizował zespół. Nowa kapela występowała w konwencji czteroosobowej sekcji instrumentów dętych. W 1941 opuścił zespół i rok później zaciągnął się do Sił Powietrznych Armii Stanów Zjednoczonych.

## Znane utwory
- „No Baby, Nobody But You”
- „You Be You but Let Me Be Me”
- „You’re All I Want For Christmas”
- „The Shivery Stomp”
- „You’re All I Want for Christmas”
- „What You Don’t Know Won’t Hurt You”